# Heliosciurus gambianus
Heliosciurus gambianus là một loài động vật có vú trong họ Sóc, bộ Gặm nhấm. Loài này được Ogilby mô tả năm 1835.

## Hình ảnh

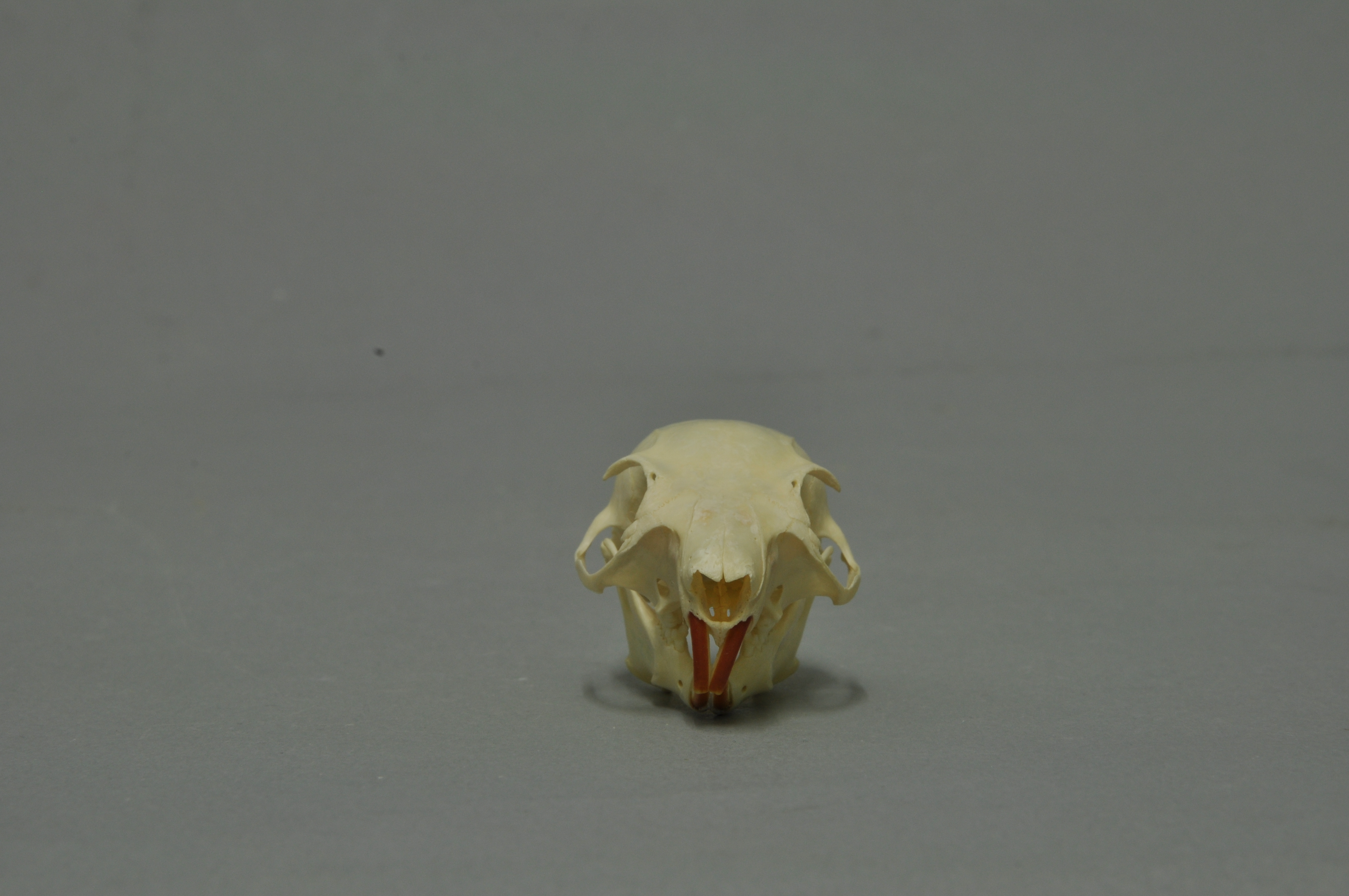
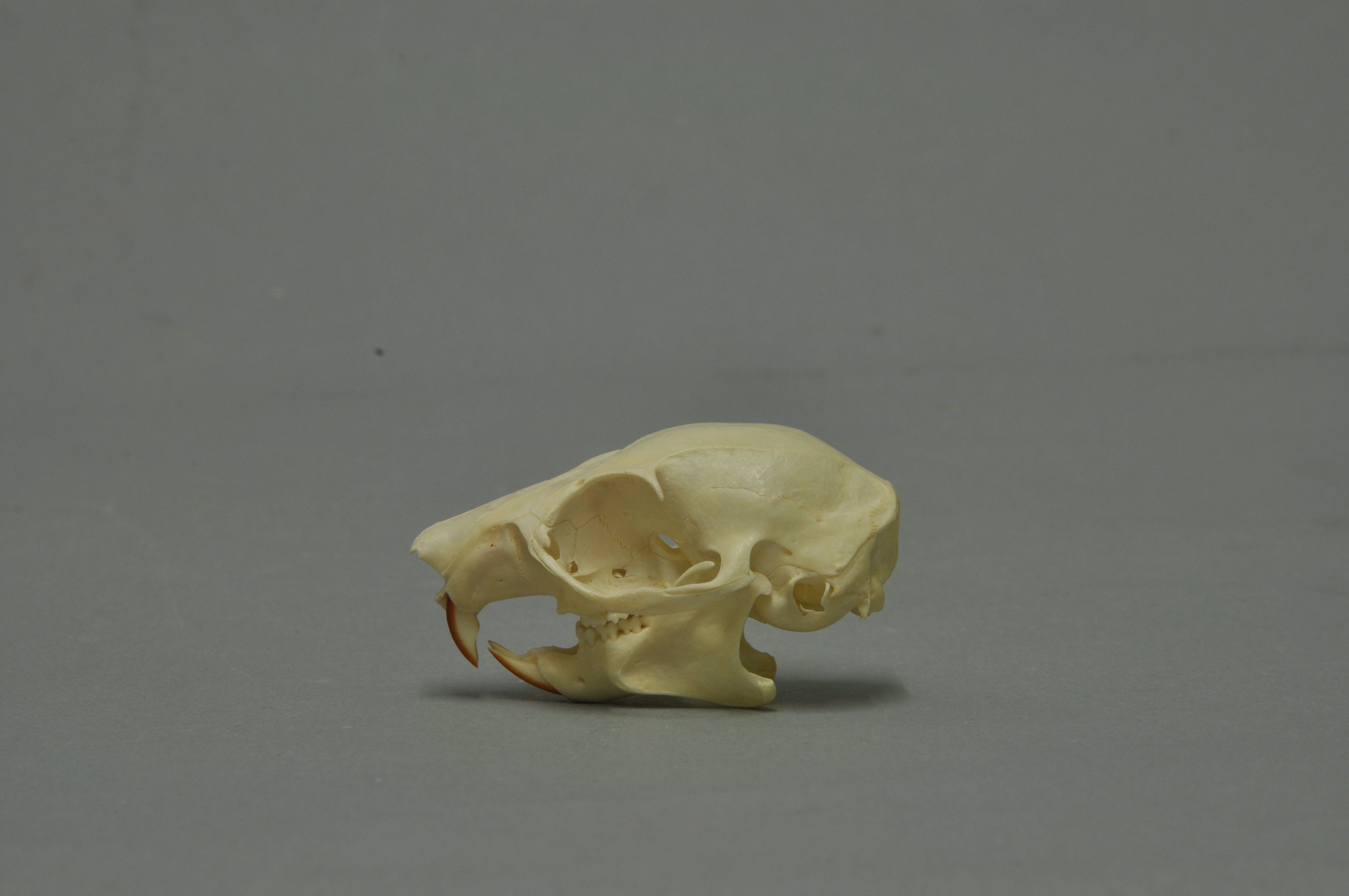
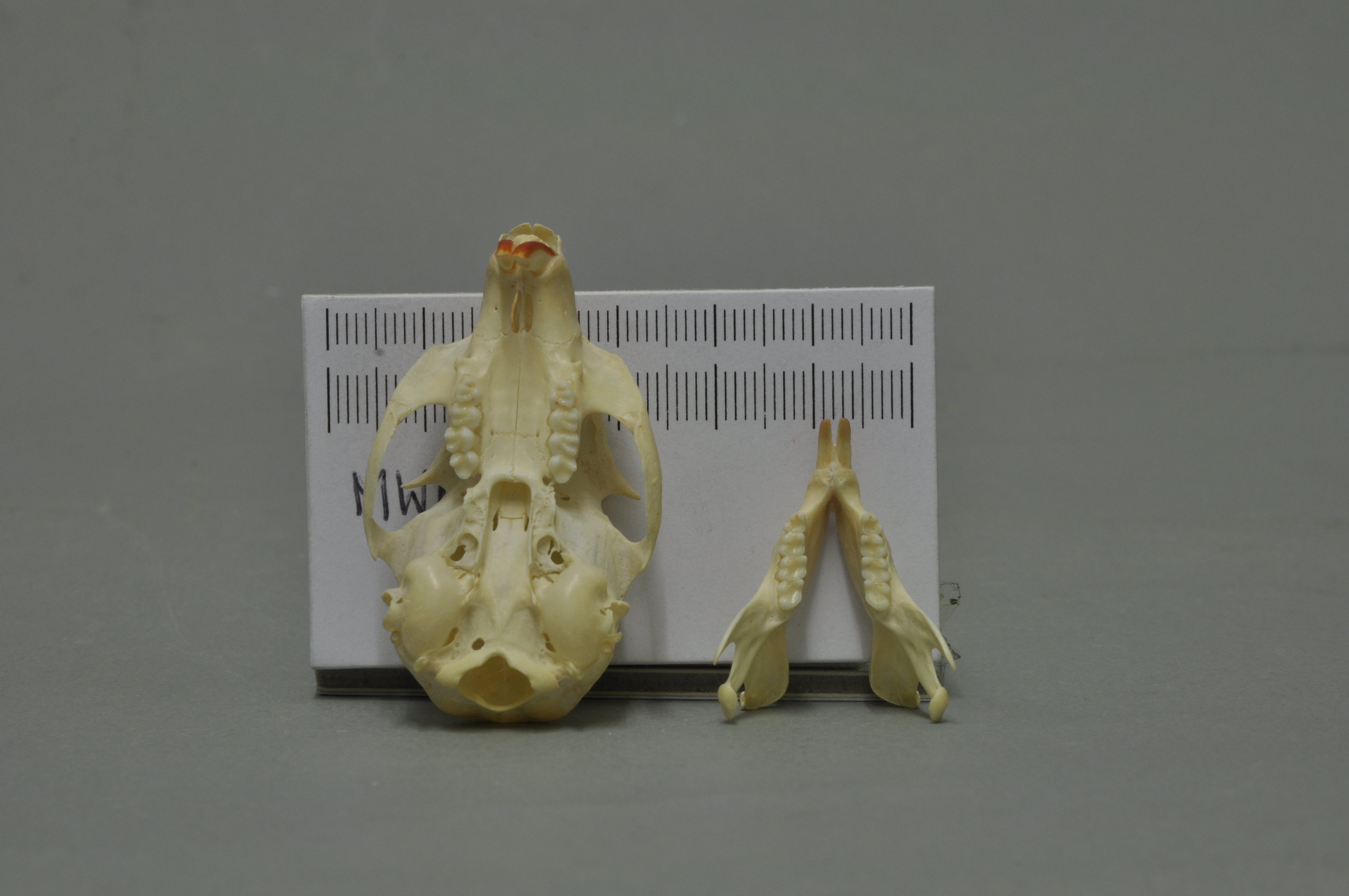
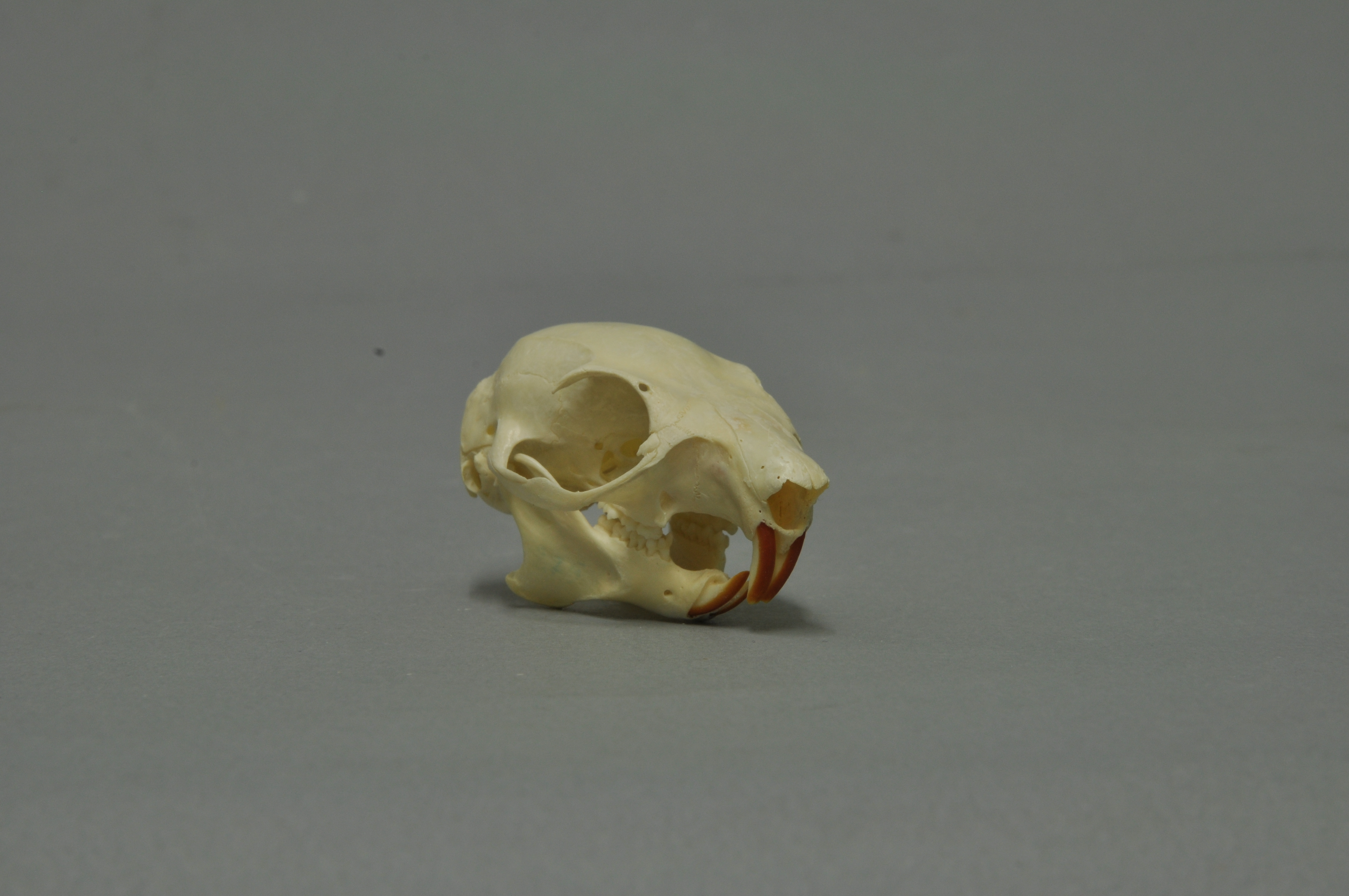